# 卡特馬可若花鱂
卡特馬可若花鱂，為輻鰭魚綱鯉齒目鯉齒亞目花鳉科的其中一種，分布於中美洲墨西哥韋拉克魯斯的淡水流域，體長可達4公分，屬雜食性，生活習性不明，可做為觀賞魚。

## 擴展閱讀
維基物種上的相關：卡特馬可若花鱂